# Sedimentologi
Sedimentologi är den del av geologin som omfattar studier av sediment, som sand, silt och lera. Den beskriver hur de bildas (genom erosion och vittring), transporteras och deponeras samt de processer som medför förändringar i materialet (diagenes). Sediment täcker upp till 75 % av jordytan. Genom att förstå moderna proceser är det möjligt att förstå de processer som bildat och förändrat sedimenten tidigare under jordens historia och därmed lära sig mycket om jordens geologiska historia.